# 1111 Reinmuthia
Az 1111 Reinmuthia (ideiglenes jelöléssel 1927 CO) a Naprendszer kisbolygóövében található aszteroida. Karl Wilhelm Reinmuth fedezte fel 1927. február 11-én, Heidelbergben.